# Agenezja nerek
Agenezja nerek (łac. agenesia renis; ang. renal agenesis) – zaburzenie rozwojowe polegające na jedno- lub obustronnym braku nerki, które w większości przypadków prowadzi do obumarcia płodu. 
Jest to rzadka wada wrodzona, występująca częściej u płodów męskich niż żeńskich i częściej dotyczy nerki lewej niż prawej.

## Epidemiologia
- agenezja obustronna, częstość występowania 1:4000
- agenezja jednostronna, częstość występowanie od 1:3000 do 1:1000[1][2][3]

## Klasyfikacja ICD10
| kod ICD10     | nazwa choroby                                                              |
| ------------- | -------------------------------------------------------------------------- |
| ICD-10: Q60   | Niewytworzenie nerek i inne zaburzenia związane z redukcją tkanki nerkowej |
| ICD-10: Q60.0 | Agenezja nerki, jednostronna                                               |
| ICD-10: Q60.1 | Agenezja nerki, obustronna                                                 |
| ICD-10: Q60.2 | Agenezja nerki, nie określona                                              |